# (25250) Jonnapeterson
(25250) Jonnapeterson est un astéroïde de la ceinture principale.

## Description
(25250) Jonnapeterson est un astéroïde de la ceinture principale. Il fut découvert le 17 octobre 1998 à la station Anderson Mesa par le programme de relevé astronomique LONEOS. Il présente une orbite caractérisée par un demi-grand axe de 2,56 UA, une excentricité de 0,22 et une inclinaison de 7,8° par rapport à l'écliptique.